# Зея (река)
Зе́я (от эвенкийского «джеэ» — «лезвие») — крупнейшая река бассейна Амура на территории России. По глубине, ширине и водостоку превосходит Амур в месте слияния рек, но исторически считается его левым притоком. Река целиком протекает по Амурской области России, захватывая 64 % её территории, и в районе Благовещенска впадает в Амур. На Зее расположены города Зея, Свободный и Благовещенск. В верхнем течении находится Зейский природный заповедник площадью более 830 км².
До строительства Зейской ГЭС на реке во время летних паводков происходили катастрофические наводнения. На реке проектируется каскад Нижнезейских ГЭС.

## Основные сведения
Длина Зеи — 1242 км, площадь водосборного бассейна — 233 000 км².
Берёт начало в хребте Токинский Становик на южных склонах системы Станового хребта. В верхнем течении, от истока до устья Селемджи, имеет преимущественно горный характер; здесь долина её ограничена высокими склонами. В месте пересечения хребта Тукурингра река течёт в глубоком скалистом ущелье. Ниже впадения Селемджи, в своём нижнем течении, Зея выходит на равнину, где её долина расширяется, а русло расчленяется на многочисленные рукава.
На краю береговой террасы при месте впадения небольшой речки Громатухи в Зею обнаружено жилище осиноозёрской культуры. Вход в постройку был обращен в сторону Зеи. Также на памятнике Громатуха ранее была выделена неолитическая громатухинская культура. Судя по липидному составу керамики со стоянки раннего неолита Громатуха в Среднем Приамурье, она использовалась для варки пищи из мяса животных, прежде всего жвачных — оленей, косуль, диких коз, и в небольшой степени — для приготовления лосося. Также на реке Зее находится ранненеолитический памятник Черниговка-на-Зее громатухинской культуры.

## Гидрология
Питание преимущественно дождевое, доля которого от общего годового стока составляет 50—70 %. На снеговое приходится 10—20 %, на подземное — 10—30 %. Зея отличается высокой водностью: средний годовой расход воды в устье 1910 м³/с. Наибольшая глубина в межень — до 60 м, наибольшая ширина — 4 км. Уклон русла — в пределах 0,1—0,4 ‰, в верховьях — более 15 ‰. Скорость течения в верховьях — 4—6 м/с, в низовьях — до 1,2 м/с. Водный режим по сравнению с другими реками Дальнего Востока характеризуется более отчётливо выраженным весенним половодьем, которое длится в среднем 20—30 дней, и высокими летними дождевыми паводками, обусловливающими иногда сильные наводнения. Наводнение 1928 года, повлёкшее за собой катастрофические последствия, в основном было вызвано мощным паводком на Зее. В зимний период Зея, бассейн которой расположен в зоне вечной мерзлоты, исключительно маловодна. У города Зеи, например, во время паводков приток воды достигает 14 200 м³/с и выше, а зимой падает до 1,5 м³/с. До строительства Зейской ГЭС многолетняя амплитуда колебания уровня воды достигала 9—10 м. К водосбору реки относится более 19 800 озёр общей площадью 1021 км². Объём годового стока реки равен 53,8 км³.
| Средний расход воды (м³/с) реки Зеи по месяцам с 1936 по 1983 гг. (замеры производились на гидрологическом посту в районе посёлка Бомнак, 927 км от устья) |

## Притоки
В чрезвычайно разветвлённую систему притоков реки входит около 30 тысяч водотоков, среди которых 43 — длиннее 100 км. Основным притоком Зеи является Селемджа (длина — 647 км, бассейн — 70 900 км²), средний годовой расход воды которой превышает 700 м³/с. Вторым по значимости притоком является Гилюй, который впадает справа в Зейское водохранилище, имеет длину 545 км и площадь бассейна 22 500 км².
Основные притоки
(расстояние от устья)
- 21 км: река Ивановка (лв)
- 110 км: река Томь (лв)
- 284 км: река Селемджа (лв)
- 447 км: река Тыгда (пр)
- 485 км: река Деп (лв)
- 588 км: река Уркан (нижний приток) (пр)
- 680 км: река Гилюй (пр)
- 791 км: река Брянта (пр)
- 837 км: река Мульмуга (пр)
- 878 км: река Уркан (верхний приток) (лв)
- 939 км: река Арги (лв)
- 946 км: река Ток (пр)
- 1073 км: река Купури (лв)

## Хозяйственное использование
Река судоходна от устья до города Зея, этот участок протяжённостью 650 км входит в перечень водных путей РФ. До строительства Зейской ГЭС в высокую воду небольшие катера могли подниматься и выше, до села Бомнак. Затруднением для судоходства являлось большое число мелководных перекатов в русле реки. На 2012 год судопропускными сооружениями плотина гидроэлектростанции не оборудована, судоходство возможно в верхнем и нижнем бьефе.
Зея используется для сплава леса и водоснабжения.

## В литературе
Я не мог оторвать взгляда от реки. Зею тут не узнать — стала недоступная, чужая. С глухим рокотом рвётся она из-за скалы, бросается всей массой голубой воды на оскаленные перекаты. Сквозь радужную пыль видно, как бьются тугие струи о груди непокорных валунов, как кипит, бушует вода и, высоко вздымаясь, снова падает на них. И так, неудержимыми скачками, Зея проносится мимо обрыва, прыгает влево, за утёс. И оттуда, будто из преисподней, доносится непокорный, угрожающий рёв одичавшего потока.

Тёмные хребты с облезлыми вершинами пересекают широкое пространство, поднимаются крепостными валами, грозными утёсами, чтобы преградить путь Зее, священной дочери эвенков. Но не укараулили её, недосмотрели: убаюкали их ветры весенние да туманы долгие. По эвенкийским преданиям, проточила Зея гранит, раздвинула горы и вырвалась на простор. И мы видим с террасы, как убегает вдаль, меж тёмных хребтов, её текучий голубой хрусталь
— Федосеев Г. А. «Тропою испытаний»

## Данные водного реестра
По данным государственного водного реестра России и геоинформационной системы водохозяйственного районирования территории РФ, подготовленной Федеральным агентством водных ресурсов:
- Бассейновый округ — Амурский
- Речной бассейн — Амур
- Речной подбассейн — Зея
- Водохозяйственный участок — Зея от истока до Зейского гидроузла

## Населённые пункты на берегах Зеи
От истока к устью:
- Зейское водохранилище
  - Бомнак (п.б.)
  - Горный (п.б.)
  - Верхнезейск (л.б.)
  - Хвойный (п.б.)
  - Береговой (п.б.)
  - Снежногорский (л.б.)

Плотина Зейской ГЭС
- город Зея (п.б.)
- Заречная Слобода (л.б.)
- Сосновый Бор (п.б.)
- Николаевка-2 (л.б.)
- Александровка (п.б.)
- Николаевка (л.б.)
- Овсянка (п.б.)
- Алексеевка (л.б.)
- Берёзовка (л.б.)
- Алгач (л.б.)
- Чалбачи (л.б.)
- Сиан (п.б.)
- Умлекан (л.б.)
- Рублёвка (л.б.)
- Юбилейный (л.б)
- Поляковский (л.б.)
- Нововысокое (л.б.)
- Аяк (л.б.)
- Ураловка (л.б.)
- Кухтерин Луг (п.б.)
- Чагоян
- Новокиевка (л.б.)
- Сохатино (п.б.)
- Новокиевский Увал, районный центр (л.б.)
- Мазаново (л.б.)
- Практичи (п.б.)
- Белоярово (л.б.)
- Новоникольск (п.б.)
- Каменка (л.б.)
- Заган (п.б.)
- Желтоярово (п.б.)
- Красноярово (л.б.)
- Поповка (л.б.)
- Молчаново (л.б.)
- Спицыно (л.б.)
- город Свободный (п.б.)
- Введеновка (л.б.)
- Бардагон (п.б.)
- Арга (л.б.)
- Ключики (л.б.)
- Новгородка (п.б.)
- Большая Сазанка (л.б.)
- Малая Сазанка (п.б.)
- Орлиный (п.б.)
- Воронжа (л.б.)
- Москвитино (п.б.)
- Источный (п.б.)
- Казанка (л.б.)
- Сретенка (л.б.)
- Натальино (п.б.)
- Великокнязевка (л.б.)
- Новоандреевка (л.б.)
- Прядчино (п.б.)
- Новопетровка (п.б.)
- Егорьевка (п.б.)
- Семиозёрка (л.б.)
- Мухинка (п.б.)
- Призейская (п.б.)
- станция Белогорье (п.б.)
- село Белогорье (п.б.)
- Усть-Ивановка (л.б.)
- Владимировка (л.б.)
- Благовещенск

## Мосты
- Автомобильный мост у Благовещенска
- Железнодорожный мост у села Белогорье
- Два железнодорожных моста у города Свободный
- Автомобильный мост близ села Красноярово
- Автомобильный мост у города Зея
- Железнодорожный мост у посёлков Верхнезейск и Горный